# Hot in Herre
Hot in Herre (volutamente scritto con 2 "r") è un brano musicale del cantante hip hop Nelly, pubblicato nel 2002 come primo singolo del suo album Nellyville.

## Descrizione
Scritta da Pharrell Williams, Chad Hugo, Nelly e Charles Brown, il brano è stato prodotto dai The Neptunes, ed è particolarmente celebre per il suo testo, "It's gettin' hot in here / So take off all your clothes" ("Sta facendo caldo qui dentro/quindi togliti tutti i vestiti")
Hot in Herre campiona un pezzo del brano del 1979 Bustin' Loose dell'artista go-go Chuck Brown.
Il singolo ha raggiunto la vetta della classifica Billboard Hot 100, ed in seguito ha vinto il Grammy Award nel 2003 come "miglior performance rap maschile", una categoria nata proprio quell'anno.

## Video musicale
Sono state prodotte due versioni del videoclip di Hot in Herre. Il primo video è ambientato in una discoteca, in cui l'atmosfera diventa molto calda per via di un incendio sul soffitto di cui nessuno sembra accorgersi, tranne il dee jay, che tenta invano di avvisare gli avventori del locale. In questa versione del video compaiono il comico Cedric the Entertainer ed i giocatori NFL T.J. Duckett e Julius Peppers, mentre la regia è affidata a Bille Woodruff. La seconda versione del video è invece stata girata al St. Louis Arch, in esclusiva per MTV. Questa versione del video è stata diretta da Little X.

## Tracce
CD single
1. Hot In Herre
2. Hot in Herre
3. Not In My House
4. Hot in Herre

## Classifiche
| Classifica (2002) | Posizione massima |
| ----------------- | ----------------- |
| Australia         | 3                 |
| Austria           | 16                |
| Belgio (Fiandre)  | 7                 |
| Belgio (Vallonia) | 13                |
| Danimarca         | 2                 |
| Francia           | 23                |
| Italia            | 37                |
| Paesi Bassi       | 3                 |
| Nuova Zelanda     | 3                 |
| Norvegia          | 5                 |
| Svezia            | 6                 |
| Svizzera          | 10                |
| Stati Uniti       | 1                 |